# دیوید جی لیپمن
دیوید جی لیپمن (انگلیسی: David J. Lipman؛ زادهٔ) دانشمند در زمینه بیوانفورماتیک اهل ایالات متحده آمریکا  و از برندگان جایزه آکادمی ملی علوم است.